# Гагинский район
Га́гинский район — административно-территориальное образование (район) в Нижегородской области России. В рамках организации местного самоуправления ему соответствует Гагинский муниципальный округ (с 2004 до 2022 гг. — муниципальный район).
Административный центр — село Гагино.

## География
Гагинский район расположен в юго-восточной части Нижегородской области, граничит с Сергачским, Лукояновским, Шатковским, Краснооктябрьским, Большеболдинским районами и Бутурлинским муниципальным округом Нижегородской области.
На территории района 67 населённых пунктов, объединённых 6 сельскими поселениями. Центром района является село Гагино. Почвы в районе преобладают чернозёмные. В Гагино протекает река Пьяна, река Ежать.
Площадь района — 1064,18 км².

## История
Гагинский район был образован 7 июля 1929 года на базе упраздненной Гагинской волости и включил в свой состав также части Большеаратской, Большемаресевской и Лопатинской волостей.  До 30 июля 1930 года район входил в Арзамасский округ Нижегородской области (с 15 сентября 1929 года — Нижегородского края), после упразднения округов перешла в прямое подчинение нижегородского крайисполкома (с 7 октября 1932 года — горьковского крайисполкома).
В то время на территории Гагинского района было 116 населённых пунктов с населением 86 тысяч человек, насчитывалось 15 000 крестьянских дворов. Большая часть населения бедняки. Три четверти населения были неграмотными. В районе имелась одна средняя, две неполных средних школы и одна начальная.
17 сентября 1929 года часть Гагинского района передана в Лукояновский район.
В 1930 году в состав Гагинского района вошла часть территории Большеболдинского района.
В 1935 году часть территории Гагинского района передана в состав Большемаресевского и Салганского районов.
С 6 декабря 1936 года в составе Горьковской области.
В 1945 году часть территории вошла в состав Смирновского района.
С 7 января 1954 года по 23 апреля 1957 года Гагинский район входил в состав Арзамасской области, затем вновь в Горьковской области.
15 ноября 1957 года к Гагинскому району были присоединены части территорий упразднённых Большемаресевского и Смирновского районов.
В апреле 1963 года в рамках хрущовской административно-территориальной реформы Гагинский район был ликвидирован, а его территория разделена между укрупненными Шатковский и Лукояновский районами. Восстановлен 4 марта 1964 года.

## Население
| 1939    | 1959    | 1970    | 1979    | 1989    | 2002    | 2008    | 2009    | 2010    |
| ------- | ------- | ------- | ------- | ------- | ------- | ------- | ------- | ------- |
| 49 842  | ↘41 663 | ↘27 101 | ↘19 868 | ↘17 473 | ↘15 079 | ↘13 605 | ↘13 381 | ↘12 444 |
| 2011    | 2012    | 2013    | 2014    | 2015    | 2016    | 2017    | 2018    | 2019    |
| ↘12 370 | ↘12 107 | ↘11 960 | ↘11 739 | ↘11 545 | ↘11 355 | ↘11 194 | ↘11 051 | ↘10 781 |
| 2020    | 2021    |         |         |         |         |         |         |         |
| ↘10 487 | ↘10 078 |         |         |         |         |         |         |         |

## Административно-муниципальное устройство
В Гагинский район, в рамках административно-территориального устройства области, входят 6  административно-территориальных образований — 6 сельсоветов.
| № | Административно- территориальное (муниципальное) образование | Административный центр | Количество населённых пунктов | Население (чел.) | Площадь (км²) |
| - | ------------------------------------------------------------ | ---------------------- | ----------------------------- | ---------------- | ------------- |
| 1 | Большеаратский сельсовет                                     | село Большая Арать     | 15                            | ↘1198            | 248,85        |
| 2 | Ветошкинский сельсовет                                       | село Ветошкино         | 14                            | ↘949             | 197,51        |
| 3 | Гагинский сельсовет                                          | село Гагино            | 10                            | ↘4219            | 175,92        |
| 4 | Покровский сельсовет                                         | село Покров            | 8                             | ↘760             | 117,72        |
| 5 | Ушаковский сельсовет                                         | село Ушаково           | 11                            | ↘1425            | 180,24        |
| 6 | Юрьевский сельсовет                                          | село Юрьево            | 9                             | ↘1527            | 143,94        |

Первоначально на территории Гагинского района к 2004 году выделялись 12 сельсоветов. В рамках организации местного самоуправления в 2004—2009 гг. в существовавший в этот период Гагинский муниципальный район входили соответственно 12 муниципальных образований со статусом сельских поселений.
В 2009 году были упразднены следующие сельсоветы: Какинский и Моисеевский (включены в Большеаратский сельсовет), Ляпнинский и Итмановский (включены в Ушаковский сельсовет), Тархановский (включён в Ветошкинский сельсовет), Ломакинский (включены в Покровский сельсовет).
Законом от 12 апреля 2022 года Гагинский муниципальный район и все входившие в его состав поселения были упразднены и объединены в Гагинский муниципальный округ.

## Населённые пункты
В Гагинском районе 67 населённых пунктов (все — сельские).
| №  | Населённый пункт   | Тип     | Население | Административно- территориальное (муниципальное) образование |
| -- | ------------------ | ------- | --------- | ------------------------------------------------------------ |
| 1  | Андреевка          | посёлок | →0        | Большеаратский сельсовет                                     |
| 2  | Андросово          | село    | ↘3        | Ветошкинский сельсовет                                       |
| 3  | Баженово           | село    | ↘28       | Большеаратский сельсовет                                     |
| 4  | Баронский          | посёлок | ↘1        | Гагинский сельсовет                                          |
| 5  | Барские Поляны     | село    | ↘7        | Ветошкинский сельсовет                                       |
| 6  | Березники          | село    | ↘316      | Юрьевский сельсовет                                          |
| 7  | Большая Арать      | село    | ↘539      | Большеаратский сельсовет                                     |
| 8  | Большая Уда        | село    | ↘171      | Ушаковский сельсовет                                         |
| 9  | Ветошкино          | село    | ↘587      | Ветошкинский сельсовет                                       |
| 10 | Воронцово          | село    | ↘63       | Юрьевский сельсовет                                          |
| 11 | Гагино             | село    | ↘3607     | Гагинский сельсовет                                          |
| 12 | Глушенки           | село    | ↘31       | Ушаковский сельсовет                                         |
| 13 | Грязный            | посёлок | →0        | Гагинский сельсовет                                          |
| 14 | Гуленки            | село    | ↘0        | Большеаратский сельсовет                                     |
| 15 | Дарьино            | деревня | ↘36       | Ушаковский сельсовет                                         |
| 16 | Зверево            | село    | ↘199      | Большеаратский сельсовет                                     |
| 17 | Зелёная            | деревня | ↘34       | Ветошкинский сельсовет                                       |
| 18 | Ивково             | село    | ↘221      | Ушаковский сельсовет                                         |
| 19 | Исупово            | село    | ↘356      | Покровский сельсовет                                         |
| 20 | Итманово           | село    | ↘389      | Ушаковский сельсовет                                         |
| 21 | Какино             | село    | ↘311      | Большеаратский сельсовет                                     |
| 22 | Калинино           | село    | ↘398      | Юрьевский сельсовет                                          |
| 23 | Карауловка         | село    | ↘59       | Большеаратский сельсовет                                     |
| 24 | Курбатово          | село    | ↘128      | Юрьевский сельсовет                                          |
| 25 | Ломакино           | село    | ↘332      | Покровский сельсовет                                         |
| 26 | Луш-Помры          | село    | ↘0        | Покровский сельсовет                                         |
| 27 | Ляпня              | село    | ↘349      | Ушаковский сельсовет                                         |
| 28 | Малахово           | деревня | ↘4        | Большеаратский сельсовет                                     |
| 29 | Малиновка          | посёлок | ↘0        | Гагинский сельсовет                                          |
| 30 | Мишуково           | село    | ↘121      | Юрьевский сельсовет                                          |
| 31 | Моисеевка          | село    | ↘270      | Большеаратский сельсовет                                     |
| 32 | Муратовка          | село    | ↘58       | Ветошкинский сельсовет                                       |
| 33 | Никольское         | село    | ↘156      | Юрьевский сельсовет                                          |
| 34 | Новая Николаевка   | посёлок | ↘3        | Ушаковский сельсовет                                         |
| 35 | Новоблаговещенское | село    | ↘221      | Ветошкинский сельсовет                                       |
| 36 | Новодевичьи Горы   | деревня | ↘11       | Гагинский сельсовет                                          |
| 37 | Новое Молчаново    | село    | ↘56       | Ушаковский сельсовет                                         |
| 38 | Ново-Еделево       | село    | ↘182      | Юрьевский сельсовет                                          |
| 39 | Новый Венец        | посёлок | ↘35       | Ветошкинский сельсовет                                       |
| 40 | Осиновка           | село    | ↘49       | Большеаратский сельсовет                                     |
| 41 | Паново-Леонтьево   | село    | ↘127      | Юрьевский сельсовет                                          |
| 42 | Паново-Осаново     | село    | ↘164      | Гагинский сельсовет                                          |
| 43 | Пекшать            | деревня | ↘10       | Ушаковский сельсовет                                         |
| 44 | Первомайский       | посёлок | ↘7        | Гагинский сельсовет                                          |
| 45 | Покров             | село    | ↘283      | Покровский сельсовет                                         |
| 46 | Протасово          | деревня | ↘35       | Большеаратский сельсовет                                     |
| 47 | Раздолье           | посёлок | ↗5        | Ветошкинский сельсовет                                       |
| 48 | Ройка              | деревня | ↘22       | Ветошкинский сельсовет                                       |
| 49 | Смирново           | село    | ↘50       | Большеаратский сельсовет                                     |
| 50 | Соболево           | село    | ↘38       | Покровский сельсовет                                         |
| 51 | Стрелка            | посёлок | ↘3        | Ветошкинский сельсовет                                       |
| 52 | Субботино          | село    | ↘77       | Гагинский сельсовет                                          |
| 53 | Сумароково         | село    | ↘5        | Покровский сельсовет                                         |
| 54 | Сунгулово          | деревня | ↘27       | Большеаратский сельсовет                                     |
| 55 | Сурки              | деревня | ↘45       | Ветошкинский сельсовет                                       |
| 56 | Сурочки            | село    | ↘25       | Покровский сельсовет                                         |
| 57 | Сыченки            | село    | ↗239      | Большеаратский сельсовет                                     |
| 58 | Тарханово          | село    | ↘201      | Ветошкинский сельсовет                                       |
| 59 | Тяпино             | деревня | ↘83       | Гагинский сельсовет                                          |
| 60 | Успенский          | посёлок | ↘7        | Ветошкинский сельсовет                                       |
| 61 | Утка               | село    | ↘49       | Ветошкинский сельсовет                                       |
| 62 | Ушаково            | село    | ↘623      | Ушаковский сельсовет                                         |
| 63 | Ханинеевка         | деревня | ↘4        | Покровский сельсовет                                         |
| 64 | Черничиха          | посёлок | ↘20       | Ушаковский сельсовет                                         |
| 65 | Шерстино           | деревня | ↘368      | Гагинский сельсовет                                          |
| 66 | Шумово             | деревня | ↘1        | Большеаратский сельсовет                                     |
| 67 | Юрьево             | село    | ↗311      | Юрьевский сельсовет                                          |

## Экономика района

### Промышленность
1. ОАО «Вита»,
2. ООО «Раунд-Н».

### Сельское хозяйство
В районе имеется 25 сельхозпредприятий различной формы собственности. Основные направления: зерновое и мясо-молочное.

## Культура и образование
В районе насчитывается 9 средних школ, 11 основных и 8 начальных. Всего учащихся — 1802.
За 20 лет существования Гагинское профессиональное училище подготовило свыше 1500 специалистов—механизаторов, шофёров, слесарей и бухгалтеров, поваров и портных. С 2001 года на его базе открыт сельскохозяйственный техникум.
В 2000 году исполнилось 80 лет старейшему учебному заведению Нижегородской области — Ветошкинскому сельскохозяйственному техникуму. В нём подготовлено более 4 тысяч специалистов сельского хозяйства (зоотехников, ветеринаров, агрономов).
Памятники архитектуры:
1. Усадьба Пашкова — XIX век село Ветошкино;
2. Покровская церковь — 1833 год, село Гуленки;
3. Троицкая церковь — 1833 год, село Осиновка;
4. Воскресенская церковь — 1819 год, село Юрьево;
5. Спаско-Преображенская церковь — XIX век, часовня бывшего мужского Троицкого монастыря[29], село Большая Арать;
6. Церковь — XIX век, село Воронцово;
7. Троицкая церковь — 1864—1872 годы, село Какино;
8. Казанская церковь — 1827 год, начало XX века — придел, село Моисеевка;
9. Покровская церковь — 1871 год, село Новоеделево;
10. Церковь — XIX век, село Утка.

Учреждения культуры:
В районе насчитывается:
- 19 библиотек с книжным фондом 134 700 экземпляров;
- 8 стационарных киноустановок;
- музыкальная и художественная школы.

## Лечебные учреждения
В районе имеются следующие медицинские учреждения:
- районная больница на 300 коек в селе Гагино;
- участковая больница в селе Большой Арати на 60 коек;
- 26 фельдшерских и фельдшерско-акушерских пунктов в сёлах района.

## Известные уроженцы
- Власов, Андрей Андреевич.
- Бодров, Василий Семёнович.
- Сорокин Михаил Иванович (1922—2005) — советский военачальник, генерал армии. Родился в с. Никольском.
- Ульянов, Николай Васильевич (дед Владимира Ленина).
- Галкин, Владимир Александрович, Герой Советского Союза, уроженец села Ушакова.
- Зверев, Валентин Павлович, Герой Советского Союза, уроженец села Ляпни.
- Кузнецов, Дмитрий Аркадьевич, Герой Советского Союза,
- Платов, Алексей Иванович, Герой Советского Союза, уроженец села Сыченок.
- Смирнов, Иван Семёнович (1900—1990) — советский военный деятель, Генерал-лейтенант артиллерии (1958 год).
- Кочетов, Евгений Гаврилович (27 августа 1929 года — 15 сентября 2007 года)  Герой Социалистического Труда